# Gummo
Gummo este un film experimental american din 1997, având numele preluat de la "Gummo Marx" cel mai puțin cunoscut frate din trupa de comedie Frații Marx. Este regizat și scenarizat de Harmony Korine, cu Jacob Reynolds, Nick Sutton și Jacob Sewell în rolurile principale. Povestea examinează viața în Xenia, Ohio. Cei doi protagoniști vând pisici la măcelari ca să poată să cumpere prenadez, pentru a se droga.